# Konrad Georg Palm
Konrad Georg Palm (* 21. November 1849 in Breslau; † 19. Dezember 1880 in Kreuzburg O.S.) war ein deutscher Historiker und preußischer Staatsarchivar.

## Leben
Konrad Palm, Sohn des Gymnasialprofessors Hermann Palm und dessen Ehefrau Sophie Schick, studierte nach dem Abitur zwischen 1868 und 1872 an der Universität Breslau und später an der Georg-August-Universität Göttingen Historische Hilfswissenschaften. 1873 wurde er mit seiner Arbeit „Italienische Ereignisse in den ersten Jahren Karls IV.“ in Göttingen promoviert. Nach einem Volontariat war er seit Januar 1874 zunächst als Archivhilfsarbeiter im Staatsarchiv Breslau tätig. Im Mai 1874 wurde er Archivassistent im Staatsarchiv Schleswig. Wenige Monate später konnte er an das Staatsarchiv Magdeburg wechseln. Im Oktober 1877 trat er die Stelle eines Archivars im Staatsarchiv Hannover an. Er erkrankte ein halbes Jahr später an einem Nervenleiden und wurde nach einem Kuraufenthalt in einer Heilanstalt in Görlitz im Februar 1880 in den Ruhestand versetzt. Im Dezember desselben Jahres starb Palm in der Provinzial-Irrenanstalt in Kreuzburg in Oberschlesien.

## Werke
- Italienische Ereignisse in den ersten Jahren Karls IV. Göttingen 1873 (Digitalisat).